# 茅ヶ崎市立松林中学校
茅ヶ崎市立松林中学校（ちがさきしりつしょうりんちゅうがっこう）は、神奈川県茅ヶ崎市室田にある公立中学校。

## 沿革

### 年表
この節の主要な出典は茅ヶ崎市立松林中学校公式サイト
- 1947年（昭和22年）4月30日 : 茅ヶ崎町立第三中学校として、茅ヶ崎町立第三小学校に併設開校。
  - 5月5日 : 開校式、入学式。
  - 10月1日 : 市制施行により茅ヶ崎市立第三中学校と改称。
- 1948年11月1日 : 赤松町の園池製作所の寮を校舎とし移転。
- 1949年4月9日 : 茅ヶ崎市立松林中学校に改称。
- 1951年3月15日 : 校歌制定。
- 1954年9月25日 : 現在地に移転、新校舎の落成式を挙行。この日を開校記念日とする。
- 1958年3月 : 基準服制定。
- 1963年12月21日 : プール竣工。
- 1968年3月6日 : 体育館落成。
- 1986年4月11日 : 新館鉄筋校舎完成。
- 1988年3月6日 : 管理棟校舎完成。
- 1993年（平成5年）6月30日 : プール改築完成。
- 1999年3月6日 : 新体育館落成。
- 2005年8月30日 : 北棟耐震工事完成。

## 学校行事
（学校行事の主要な出典は公式サイト）
| - 4月 : 始業式・着任式・入学式・避難訓練 3年全国学力調査・懇談会・1,2年個別面談 - 5月 : 3年修学旅行・2年野外教室・体育大会 - 6月 : 生徒総会・5校連携引取訓練・前期中間テスト 教育相談・部活動激励会・地区総合体育大会 - 7月 : 地区総合体育大会・3年個別面談・全校集会・夏季休業 - 8月 : 夏季休業 - 9月 : 全校集会・シェイクアウト訓練・前期期末テスト | - 10月 : 学校へ行こう週間・合唱コンクール 秋季休業・後期始業式・個別面談 - 11月 : 3年後期中間テスト・生徒総会 - 12月 : 3年個別面談・1・2年後期中間テスト・冬季休業 - 1月 : 冬季休業・書初め展・新入生保護者説明会 中学校説明会・懇談会・教育相談期間 - 2月 : 1・2年学年末テスト - 3月 : 卒業証書授与式・地域ふれあい講座 文化活動発表会・修了式 |

## 部活動
（部活動の主要な出典は公式サイト）
| - 陸上 - 野球 - サッカー - ソフトボール - 男子ソフトテニス - 女子ソフトテニス - 男子バスケットボール - 女子バスケットボール - バレーボール - 卓球 | - 吹奏楽 - 邦楽 - 美術 - 演劇 - 華道 - 家庭科 |

## 通学区域
(通学区域の出典は茅ヶ崎市公式サイト)
| 町名   | 丁目                                                                                    | 番地                                                                                    |
| ------ | --------------------------------------------------------------------------------------- | --------------------------------------------------------------------------------------- |
| 松林   | 一丁目                                                                                  | 全域                                                                                    |
| 松林   | 二丁目                                                                                  | 旧室田地区のみ                                                                          |
| 松林   | 三丁目                                                                                  | 旧室田地区のみ                                                                          |
| 菱沼   | 一丁目                                                                                  | 小和田小学校通学区域を除く                                                              |
| 菱沼   | 二丁目                                                                                  | 1番～11番・16番(小和田小学校通学区域を除く)                                             |
| 町名   | 番地                                                                                    | 番地                                                                                    |
| 小和田 | 一丁目                                                                                  | 全域                                                                                    |
| 小和田 | 二丁目                                                                                  | 小和田小学校通学区域を除く                                                              |
| 室田   | 一丁目                                                                                  | 全域                                                                                    |
| 室田   | 二丁目                                                                                  | 全域                                                                                    |
| 室田   | 三丁目                                                                                  | 全域                                                                                    |
| 本村   | 三丁目                                                                                  | 4番～20番                                                                               |
| 本村   | 五丁目                                                                                  | 18番～20番                                                                              |
| 赤羽根 | 室田小・香川小及び小和田小学校通学区域を除く 赤羽根中学校及び鶴が台中学校通学区域を除く | 室田小・香川小及び小和田小学校通学区域を除く 赤羽根中学校及び鶴が台中学校通学区域を除く |
| 甘沼   | 県道遠藤茅ヶ崎線以東                                                                    | 県道遠藤茅ヶ崎線以東                                                                    |
| 小桜町 | 全域                                                                                    | 全域                                                                                    |

### 進学前小学校
- 茅ヶ崎市立松林小学校
- 茅ヶ崎市立室田小学校

## 交通
- バス
  - 松林中学校前（神奈川中央交通） - 徒歩5分

## 著名な出身者
- 山本昌（本名 : 山本昌広）[6] : 元プロ野球選手（投手）・中日ドラゴンズ
- 服部信明[7] : 政治家（元茅ヶ崎市長、元茅ヶ崎市会議員）
- 別府史之[8] : 自転車プロロードレース選手。
- 嶋村孔明:陸上選手・エンジニア。